# Hamiltonstövare
Hamiltonstövare är en hundras från Sverige, en av fyra svenska stövare. Rasen är uppkallad efter hovjägmästaren Adolf Patrik Hamilton (1852-1910), grundare av Svenska Kennelklubben (SKK).  Den är en drivande hund för jakt på hare och  räv. Hamiltonstövaren var tidigare en av Sveriges populäraste hundraser, men har under de senaste decennierna gått tillbaka.

## Historia
Stövare har funnits i Sverige sedan flintlåsgevärets intåg i början av 1600-talet. Den svenska stövarstammen grundades på 1600-talet och 1700-talet på hundar som fördes hem från krigen i Europa. Den mest berömde av dessa stövare torde vara Karl XII:s (1682-1718) hund Pompe som ligger begravd vid Karlbergs slott i Solna. Bland de hundrastyper som utgör grunden för den svenska stövarstammen kan nämnas holsteinerbracke, hannoveransk heidebracke och  kurländsk stövare. Fram till 1789 var jakten förbehållen kungahuset och adeln. När den självägande allmogen fick jakträtt ökade behovet av stövare.
Hamiltonstövarens upprinnelse är dokumenterad från långt innan den blev en självständig ras. Under 1800-talet uppstod målinriktad avel och för att förbättra jaktegenskaperna korsades de svenska lantrashundarna med foxhound, harrier och schweiziska stövare. De stammar som ligger till grund för hamiltonstövaren är knutna till ett antal stora lantegendomar: Kavlås, Lövsta, Fiholm, Säby-Ängsö, Fogelstad och Eksjöholm.
Greve Hamiltons egen uppfödning inleddes på 1880-talet. 1891 erkände SKK svensk stövare som egen ras och en rasstandard skrevs. I den svenska stövaren ingick flera svenska stövartyper. 1921 blev hamiltonstövaren erkänd som självständig ras och 1953 slöts stamboken. Hamiltonstövare anses vara Sveriges nationalhund.[källa behövs]

## Egenskaper
Hamiltonstövaren är uppskattad av jägare för sin dresserbarhet som gör att den är lätt att få rådjursren och har ett klingande drevskall. För att bli utställningschampion måste en hamiltonstövare ha meriter från jaktprov för drivande hund.

## Utseende
Hamiltonstövaren har en rektangulär kropp som är smidig och kraftfull utan att verka tung. Den är något kortare i kroppen än finsk stövare och har ett elegantare huvud. Hamiltonstövaren är alltid trefägad med vita tecken och svart sadel.